# МХП-Арена
«МХП-Арена» (нем. MHPArena) — стадион в немецком Штутгарте, домашняя арена футбольного клуба «Штутгарт», вместимость 60 449 зрителей. Был построен в 1933 году по проекту архитектора Пауля Бонаца.
Прежние названия:
- 1933—1945: «Адольф-Гитлер-Кампфбан» (Adolf-Hitler-Kampfbahn)
- 1945—1949: «Сенчури Стадиум» (Century Stadium/Kampfbahn)
- 1949—1993: «Неккарштадион» (нем. Neckarstadion)
- 1993—2008: «Готтлиб-Даймлер-Штадион» (нем. Gottlieb-Daimler-Stadion)
- 2008—2023: «Мерседес-Бенц Арена» (нем. Mercedes-Benz Arena)[2]
- с 2023 года — «МХП-Арена»

Стадион принимал матчи чемпионатов мира 1974 и 2006 годов (4 и 6 соответственно), а также 2 матча чемпионата Европы 1988 года (Англия — Ирландия 0:1 и полуфинал СССР — Италия 2:0).

## Информация
С 30 июля 2008 года в течение 30 ближайших лет стадион будет именоваться «Мерседес-Бенц Арена» (музей автомобильного концерна находится неподалёку от стадиона). После заключения спонсорского соглашения с автомобильным концерном планируется увеличить вместимость до 60 тысяч зрителей, а также убрать беговые дорожки, сделав стадион исключительно футбольным. За эту сделку «Штутгарт» получит около 20 миллионов евро. Согласно уставу УЕФА, стадион не может носить спонсорское имя при проведении международных матчей (игры Лиги чемпионов и Лиги Европы), поскольку в этих руководящих органах действуют правила, запрещающие корпоративное спонсорство со стороны компаний, которые не являются официальными партнерами по турнирам. Для таких случаев используется альтернативное название «Штутгарт Арена».